# Lista de pretendentes a monarquias
Nesta lista estão contados os atuais pretendentes a cargos de monarcas em países, por ordem de Continente e alfabética. Será listado o nome do país (ou países) em questão, o nome do pretendente, sua família, direito sucessório e desde quando exige suas. Além de discorrer o título pretendido e o ano de queda da monarquia de tais países. 

## África
| Estado                  | Pretendente              | Desde | Casa        | Direito Sucessório                | Tipo de Sucessão | Abolida | Atual Estado                                                   |
| ----------------------- | ------------------------ | ----- | ----------- | --------------------------------- | ---------------- | ------- | -------------------------------------------------------------- |
| Reino de Burundi        | Rosa Paula Iribagiza     | 1977  | Ntwero      | Filha do mwami Mwambutsa IV       | Hereditária      | 1966    | Burundi                                                        |
| Império Centro-Africano | Jena-Bédel Bokassa Jr.   | 1996  | Bokassa     | Filho do Imperador Bokassa I      | Hereditária      | 1979    | República Centro-Africana                                      |
| Reino do Congo          | Yves Ñzînga Mvêmb'a      | 1962  | Luqueni     | Descendente do Manicongo Afonso I | Hereditária      | 1914    | Angola Gabão República Democrática do Congo República do Congo |
| Reino do Daomé          | Dah Sagbadjou Glele      | 2019  | -           | -                                 | Eletiva          | 1904    | Benim                                                          |
| Reino do Egito          | Fuade II                 | 1953  | Maomé Ali   | Filho do Rei Faruque I            | Hereditária      | 1953    | Egito                                                          |
| Império Etíope          | Zera Yacob Amha Selassie | 1997  | Salomão     | Neto do Imperador Haile Selassie  | Hereditária      | 1975    | Etiópia                                                        |
| Reino da Líbia          | Muhammad al-Senussi      | 1992  | Senussi     | Neto do Rei Idris I               | Hereditária      | 1969    | Líbia                                                          |
| Reino de Ruanda         | Emmanuel Bushayija       | 2017  | Abanyiginya | Sobrinho do Rei Kigeli V          | Eletiva          | 1961    | Ruanda                                                         |
| Reino da Tunísia        | Muhammad Al Husain       | 2013  | Husain      | Neto do Rei Mohammad VI al-Habib  | Hereditária      | 1957    | Tunísia                                                        |
| Sultanato de Zanzibar   | Janshid bin Abdullah     | 1964  | Al Bu Sa'id | Último Sultão de facto            | Hereditária      | 1964    | Quênia Tanzânia                                                |

## América
| Estado                         | Pretendente                           | Desde                  | Casa               | Direito Sucessório                           | Tipo de Sucessão                       | Abolida | Atual Estado                                                                |
| ------------------------------ | ------------------------------------- | ---------------------- | ------------------ | -------------------------------------------- | -------------------------------------- | ------- | --------------------------------------------------------------------------- |
| Reino da Araucania e Patagônia | Frederico Nícolas Tiago Rodriguez-Luz | 2018                   | -                  | Designado pelo Conselho de Regência do Reino | Rei da Araucânia e Patagônia (Eletiva) | 1865    | Argentina Chile                                                             |
| Império do Brasil              | Bertrand de Orleáns e Bragança        | 15 de julho de 2022    | Orleáns e Bragança | Trinetos do Imperador Pedro II               | Imperador do Brasil                    | 1889    | Brasil · Uruguai (Província Cisplatina, 1822-1828).                         |
| Império do Brasil              | Pedro Carlos de Orleáns e Bragança    | 27 de dezembro de 2007 | Orleáns e Bragança | Trinetos do Imperador Pedro II               | Imperador do Brasil                    | 1889    | Brasil · Uruguai (Província Cisplatina, 1822-1828).                         |
| Império Mexicano               | Carlos Felipe de Habsburgo            | 6 de setembro de 2011  | Habsburgo-Lorena   | Sobrinho-trineto do Imperador Maximiliano I  | Imperador do México                    | 1867    | México · Belize Costa Rica · El Salvador · Guatemala · Honduras · Nicarágua |
| Império Mexicano               | Maximiliano von Gotzen-Iturbide       | Novembro de 1949       | Iturbide           | Tetraneto do Imperador Agostinho I           | Imperador do México                    | 1823    | México · Belize Costa Rica · El Salvador · Guatemala · Honduras · Nicarágua |

## Ásia
| Estado/Região     | Pretendente                                  | Desde                   | Casa          | Título reclamado          | Direito Sucessório                                  | Abolição | Ref.          |
| ----------------- | -------------------------------------------- | ----------------------- | ------------- | ------------------------- | --------------------------------------------------- | -------- | ------------- |
| Abecásia          | Andrew Nikititch Shervashidze                | 2008                    | Chabcha       | Príncipe da Abecásia      | Descendente de Miguel                               | 1864     |               |
| Afeganistão       | Muhammad Zahir Khan Shah                     | 4 de junho de 2024      | Baraquezai    | Rei do Afeganistão        | Neto de Zahir Xá                                    | 1973     |               |
| Champassak        | Champhonesak                                 | 17 de março de 1980     | Champasakti   | Príncipe de Champassak    | Filho de Boun Oum                                   | 1904     |               |
| China             | Jin Yuzhang                                  | 10 de abril de 2015     | Aisin Gioro   | Imperador da China        | Sobrinho de Pu Yi                                   | 1912     | [ 14 ]        |
| Coreia            | Yi Won                                       | 16 de julho de 2005     | Yi            | Imperador da Coreia       | Sobrinho-neto de Sunjong                            | 1910     | [ 15 ] [ 16 ] |
| Coreia            | Yi Seok                                      | 16 de julho de 2005     | Yi            | Imperador da Coreia       | Sobrinho de Sunjong                                 | 1910     |               |
| Irão              | Reza Pahlavi                                 | 27 de julho de 1980     | Pahlavi       | Xá do Irã                 | Herdeiro aparente de Mohammad Reza Pahlavi          | 1979     |               |
| Irão              | Mohammad Hassan Mirza II                     | 5 de maio de 1988       | Qajar         | Xá do Irã                 | Descendente de Maomé Ali                            | 1979     |               |
| Iraque            | Ra'ad bin Zeid                               | 18 de outubro de 1970   | Hachemitas    | Rei do Iraque             | Parente próximo de Faiçal II                        | 1958     | [ 17 ]        |
| Império Otomano   | Horun Osman                                  | 18 de janeiro de 2021   | Otman         | Sultão do Império Otomano | Bisneto de Abdulamide II                            | 1922     |               |
| Iêmen             | Angeel bin Muhammad                          | 6 de agosto de 1996     | Rassid        | Rei do Iêmen              | Herdeiro presuntivo de Muhammad al-Bard             | 1962     |               |
| Sultanato de Jor  | Tengku Muhammad Shawal bin Tengku Abdul Aziz | 31 de outubro de 1996   | Bendehara-Jor | Sultão de Jor             | Descendente de Husseine Xá                          | 1824     |               |
| Laos              | Soulivong Savang                             | 19 de setembro de 1997  | Khun Lu       | Rei do Laos               | Descendente de Sisavang Vatthana                    | 1975     |               |
| Maldivas          | Muhammad Nooraddeen                          | 27 de maio de 1969      | Huraa         | Sultão das Ilhas Maldivas | Filho de Hassan Nooraddeen II                       | 1968     |               |
| Myanmar           | Soe Win                                      | 12 de janeiro de 2019   | Konbaung      | Rei da Birmânia           | Bisneto de Thibaw Min                               | 1885     |               |
| Síria             | Ra'ad bin Zeid                               | 18 de outubro de 1970   | Hachemitas    | Rei da Síria              | Parente próximo de Faiçal II                        | 1920     |               |
| Sultanato de Sulu | Muedzul Lail Tan Kiram                       | 16 de fevereiro de 1986 | Kiram         | Sultão de Sulu            | Filho do último sultão Mohammed Mahakuttah Abdullah | 1986     |               |
| Tibete            | Tenzin Gyatso                                | 17 de março de 1959     | -             | Dalai Lama                | Legítimo Dalai Lama                                 | 1959     |               |
| Vietname          | Bảo Ân                                       | 15 de março de 2017     | Nguyễn        | Imperador do Vietnã       | Filho de Bảo Đại                                    | 1949     |               |

### Índia e Paquistão
Após 1947 com a independência da Índia os estados principescos continuaram vigentes tanto no Paquistão quanto na Índia. Em 1971 a Índia aboliu as monarquias em seu território e em 1972 o Paquistão fez o mesmo. Ainda com o fim das monarquias indianas, os antigos príncipes continuam tendo um grau de influência política e cultural considerável em suas respectivas regiões. Os estados de Caxemira e Jamu são os últimos cujo seus governantes ainda são oficiais devido ao conflito entre China, Paquistão e Índia sobre a soberania das regiões. 
| Estado               | Pretendente                             | Desde                  | Casa            | Título                    | Direito Sucessório                       | Abolição | Ref.   |
| -------------------- | --------------------------------------- | ---------------------- | --------------- | ------------------------- | ---------------------------------------- | -------- | ------ |
| Índia                | Usayanraje Bhosale                      | 4 de março de 1978     | Bhonsle         | Imperador Marata          | Neto de Shahu III                        | 1818     |        |
| Estado de Boroda     | Samarjitsinh Gaekwad                    | 2012                   | Gaekwad         | Marajá de Boroda          | Bisneto de Pratap Singh Rao Gaekwad      | 1947     |        |
| Estado de Bopal      | Saif Ali Khan                           | 2011                   | -               | Nababo de Bopal           | Bisneto de Hamidullah Khan               | 1949     |        |
| Estado de Bharatpur  | Vishvendra Singh                        | Julho de 1995          | Sinsiniwar      | Marajá de Bharatpur       | Filho de Brijendra Singh                 | 1947     |        |
| Estado de Burdwan    | Saday Chand Mahtab                      | 1984                   | -               | Marajá de Burdwan         | Filho de Uday Chand Mahtab               | 1947     | [ 22 ] |
| Estado de Dholpur    | Hemant Singh                            | 1954                   | Bamrualia       | Marajá de Dholpur         | Neto de Udaybhanu Singh                  | 1949     |        |
| Estado de Faridkot   | Amrit Kaur                              | 1989                   | -               | Marajá de Faridkot        | Filha de Harinder Singh Brar             | 1948     | [ 23 ] |
| Estado de Gwalior    | Jyotiraditya Scindia                    | 2001                   | Scindia         | Marajá de Gwalior         | Neto de Jiwajirao Scindia                | 1948     |        |
| Estado de Hiderabade | Mukarram Jah                            | 1967                   | Asaf Jah        | Nizam de Hiderabade       | Último governante de facto               | 1948     |        |
| Estado de Indore     | Usha Devi Holkar                        | 1961                   | Holkar          | Marajá de Indore          | Filha de Yashwant Rao Holkar II          | 1948     | [ 24 ] |
| Estado de Jaipur     | Padmanabh Singh                         | 2011                   | Kashwaha        | Marajá de Jaipur          | Bisneto de Man Singh II                  | 1948     |        |
| Jamu e Caxemira      | Karan Singh                             | Abril de 1961          | Dogra           | Marajá de Jamu e Caxemira | Filho de Hari Singh                      | 1948     |        |
| Estado de Jodhpur    | Gaj Singh                               | 26 de janeiro de 1952  | Rathore-Jodhpur | Marajá de Jodhpur         | Filho de Hanwant Singh                   | 1947     |        |
| Canato de Kalat      | Suleman Daud                            | 1998                   | Ahmadzai        | Cã de Kalat               | Filho de Ahmad de Kalat                  | 1948     | [ 25 ] |
| Estado de Kolhapur   | Shahu II                                | 1983                   | Bhonsle         | Marajá de Kolhapur        | Filho de Shahaji II                      | 1949     |        |
| Estado de Kota       | Brijhad Singh                           | 21 de junho de 1991    | -               | Marajá de Kota            | Filho de Bhim Singh II                   | 1948     |        |
| Estado de Kutch      | Pragmulji III                           | 17 de outubro de 1991  | Jadeja Rajput   | Marajá de Kutch           | Filho de Madansinhji                     | 1948     |        |
| Estado de Udaipur    | Arvind Singh Mewar                      | 19 de novembro de 1984 | Sisodia         | Marajá de Udaipur         | Neto de Bhupal Singh                     | 1948     |        |
| Estado de Udaipur    | Mahendra Singh                          | 19 de novembro de 1984 | Sisodia         | Marajá de Udaipur         | Neto de Bhupal Singh                     | 1948     |        |
| Estado de Mysore     | Yaduveer Krishnadatta Chamaraja Wadiyar | 28 de maio de 2015     | Wadyar          | Marajá de Mysore          | Bisneto de Jayachamarajendra Wadiyar     | 1948     |        |
| Estado de Nawanagar  | Shatrusalyasinhji                       | 3 de fevereiro de 1966 | -               | Marajá de Nawanagar       | Filho de Digvijaysinhji                  | 1948     |        |
| Estado de Junagadh   | Muhammad Jahangir Khanji                | 30 de julho de 1989    | Khanji          | Nababo de Junagadh        | Neto de Muhammad Mahabat Khan II         | 1948     | [ 26 ] |
| Estado de Patiala    | Amarinder Singh                         | Junho de 1974          | Phulkian        | Marajá de Patiala         | Filho de Yadavindra Singh                | 1948     |        |
| Reino de Siquim      | Wangchuk Namgyal                        | 29 de junho de 1982    | Namgyal         | Chogyal de Siquim         | Filho de Palden Thondup Namgyal          | 1975     |        |
| Estado de Swat       | Miangul Adnan Aurangzeb                 | Setembro de 2014       | Miangul         | Wali de Swat              | Neto de Miangul Jahn Zeb                 | 1969     |        |
| Estado de Travancore | Moolam Thirunal Rama Varma              | 16 de dezembro de 2013 | Venad Swaroopam | Marajá de Travancore      | Neto de Chithira Thirunal Balarama Varma | 1949     |        |

### Nepal
As monarquias constituintes nepalesas foram abolidas junto com o fim da monarquia em 2008. 
| Estado  | Pretendente         | Desde                  | Casa  | Título          | Direito Sucessório                      | Abolição | Ref.   |
| ------- | ------------------- | ---------------------- | ----- | --------------- | --------------------------------------- | -------- | ------ |
| Nepal   | Gyanendra           | 28 de maio de 2008     | Shah  | Rei do Nepal    | Último rei de facto                     | 2008     |        |
| Bajhang | Binod Bahadur       | 7 de outubro de 2008   | Shah  | Rajá de Bajhang | Último rajá de facto                    | 2008     | [ 27 ] |
| Mustang | Jigme Singhe Palbar | 16 de dezembro de 2016 | Bista | Rajá de Mustang | Sobrinho e filho adotivo do último rajá | 2008     | [ 28 ] |

## Europa
| Estado/Região | Pretendente                                         | Desde                  | Casa                                | Título                                     | Direito Sucessório                                                            | Abolição                    | Ref.   |
| ------------- | --------------------------------------------------- | ---------------------- | ----------------------------------- | ------------------------------------------ | ----------------------------------------------------------------------------- | --------------------------- | ------ |
| Albânia       | Leka II da Albânia                                  | 30 de novembro de 2011 | Zogu                                | Rei dos albaneses                          | Neto de Zog I                                                                 | 1939 de facto, 1946 de jure |        |
| Áustria       | Carlos de Habsburgo                                 | 1 de janeiro de 2007   | Habsburgo-Lorena                    | Imperador da Áustria                       | Neto de Carlos I                                                              | 1918                        | [ 29 ] |
| Bulgária      | Simeão II                                           | 15 de setembro de 1946 | Saxe-Coburgo-Gota                   | Czar da Bulgária                           | Último czar de facto                                                          | 1946                        |        |
| França        | Luis Afonso de Anjou (Legitimista)                  | 30 de janeiro de 1989  | Bourbon                             | Rei da França e Navarra                    | Decaneto de Luís XIV                                                          | 1830                        | [ 30 ] |
| França        | João de Paris (Orleanista)                          | 21 de janeiro de 2019  | Orleães                             | Rei dos franceses                          | Pentaneto de Luís Filipe I                                                    | 1848                        | [ 31 ] |
| França        | Carlos Napoleão (Bonapartista)                      | 3 de maio de 1997      | Bonaparte                           | Imperador dos franceses                    | Sobrinho-trineto de Napoleão I                                                | 1870                        | [ 32 ] |
| França        | João Cristóvão (Bonapartista)                       | 3 de maio de 1997      | Bonaparte                           | Imperador dos franceses                    | Sobrinho-tetraneto de Napoleão I                                              | 1870                        | [ 32 ] |
| Geórgia       | David Bagration-Mukhrani                            | 16 de janeiro de 2008  | Mukharani                           | Rei da Geórgia                             | Descendente de Constantino II                                                 | 1801                        |        |
| Geórgia       | Nugzar Bagration-Gruzinski                          | 13 de agosto de 1984   | Gruzinsky                           | Rei da Geórgia                             | Descendente de Jorge XII                                                      | 1801                        |        |
| Grécia        | Paulo da Grécia                                     | 10 de janeiro de 2023  | Glücksburg                          | Rei dos helenos                            | Filho de Constantino II                                                       | 1973                        |        |
| Hungria       | Carlos de Habsburgo                                 | 1 de janeiro de 2007   | Habsburgo-Lorena                    | Rei da Húngria                             | Neto de Carlos I                                                              | 1918                        |        |
| Itália        | Aimone di Saboia-Aosta, 6° Duque de Aosta           | 1 de junho de 2021     | Saboia                              | Rei da Itália                              | Tetraneto de Vitor Emanuel II                                                 | 1946                        | [ 33 ] |
| Itália        | Emanuel Felisberto de Saboia                        | 3 de fevereiro de 2024 | Saboia                              | Rei da Itália                              | Neto Humberto II                                                              | 1946                        | [ 34 ] |
| Lituânia      | Guilherme Alberto                                   | 1 de fevereiro de 1992 | Württemberg                         | Rei da Lituânia                            | Neto de Mindaugas II                                                          | 1918                        |        |
| Montenegro    | Nikola                                              | 24 de março de 1986    | Petrović-Njegoš                     | Rei de Montenegro                          | Bisneto de Nicolau I                                                          | 1918                        |        |
| Polónia       | Rüdiger                                             | 6 de outubro de 2012   | Wettin                              | Rei da Polónia                             | Sobrinho-tetraneto de Frederico Augusto I                                     | 1815                        |        |
| Polónia       | Karađorđević                                        | 23 de julho de 2012    | Saxe-Gessaphe                       | Rei da Polónia                             | Sobrinho-tetraneto de Frederico Augusto I                                     | 1815                        |        |
| Portugal      | Duarte Pio                                          | 23 de dezembro de 1976 | Bragança                            | Rei de Portugal e Algarves                 | Bisneto de Miguel I                                                           | 1910                        |        |
| Portugal      | Carlos Urgeiro                                      | 2023                   | Dinastia de Bragança                | Rei de Portugal e Algarves                 | Descendente de Pedro III de Portugal                                          | 1910                        |        |
| Portugal      | Rosario Poidimani                                   | 6 de maio de 1995      | Casa de Bragança-Saxe-Coburgo-Gotha | Rei de Portugal e Algarves                 | Herdeiro por cooptação de Maria Pia de Saxe-Coburgo e Bragança                | 1910                        |        |
| Portugal      | Pedro José Folque de Mendoça Rolim de Moura Barreto | 2003                   | Dinastia de Bragança                | Rei de Portugal e Algarves                 | Descendente de D. Ana de Jesus Maria, filha caçula de Dom João VI de Portugal | 1910                        |        |
| Roménia       | Margarida                                           | 5 de dezembro de 2017  | Hohenzollern-Sigmaringen            | Rainha dos romenos                         | Filha de Miguel I                                                             | 1947                        | [ 35 ] |
| Roménia       | Paul-Philippe Hohenzollern                          | 27 de janeiro de 2006  | Hohenzollern-Sigmaringen            | Rei dos romenos                            | Neto de Carlos I                                                              | 1947                        |        |
| Roménia       | Carlos Frederico                                    | 5 de dezembro de 2017  | Hohenzollern-Sigmaringen            | Rei dos romenos                            | Sobrinho-bisneto de Fernando I                                                | 1947                        |        |
| Rússia        | Maria Vladimirovna                                  | 21 de abril de 1992    | Romanov                             | Imperatriz e Autocrata de Todas as Rússias | Tataraneta de Alexandre II                                                    | 1917                        |        |
| Rússia        | Karl Emich de Leiningen                             | 1 de junho de 2013     | Romanov                             | Imperador e Autocrata de Todas as Rússias  | Tataraneto de Alexandre II                                                    | 1917                        |        |
| Rússia        | Andrew Romanov                                      | 31 de dezembro de 2016 | Romanov                             | Imperador e Autocrata de Todas as Rússias  | Tataraneto de Nicolau I                                                       | 1917                        |        |
| Sérvia        | Alexandre Karađorđević                              | 3 de novembro de 1970  | Karađorđević                        | Rei da Sérvia                              | Bisneto de Pedro I                                                            | 1918                        |        |

### Alemanha
O Império Alemão foi uma monarquia federal com vários pequenos estados constituintes. Todos os estados detinham seu soberano com distintos títulos e tratamentos. As monarquias foram abolidas após o fim da Primeira Guerra Mundial e a Revolução de 1918. 
| Estado                   | Pretendente      | Desde                  | Casa                   | Título                             | Direito Sucessório               | Abolição | Ref.          |
| Império                  | Império          | Império                | Império                | Império                            | Império                          | Império  | Império       |
| ------------------------ | ---------------- | ---------------------- | ---------------------- | ---------------------------------- | -------------------------------- | -------- | ------------- |
| Alemanha                 | Jorge Frederico  | 26 de setembro de 1994 | Hohenzollern           | Imperador Alemão                   | Trineto de Guilherme II          | 1918     | [ 36 ] [ 37 ] |
| Reinos                   |                  |                        |                        |                                    |                                  |          |               |
| Baviera                  | Francisco        | 8 de julho de 1996     | Wittelsbach            | Rei da Baviera                     | Bisneto de Luís III              | 1918     |               |
| Hanôver                  | Ernesto Augusto  | 9 de dezembro de 1987  | Hanôver                | Rei de Hanôver                     | Tataraneto de Jorge V            | 1866     | [ 38 ]        |
| Prússia                  | Jorge Frederico  | 26 de setembro de 1994 | Hohenzorllern          | Rei da Prússia                     | Tataraneto de Guilherme II       | 1918     |               |
| Saxônia                  | Rüdiger          | 6 de outubro de 2012   | Wettin                 | Rei da Saxônia                     | Bisneto de Frederico Augusto III | 1918     |               |
| Saxônia                  | Alexandre        | 23 de julho de 2012    | Saxe-Gessaphe          | Rei da Saxônia                     | Bisneto de Frederico Augusto III | 1918     |               |
| Württemberg              | Carlos           | 17 de abril de 1975    | Württemberg            | Rei de Württemberg                 | Sobrinho-neto de Guilherme II    | 1918     |               |
| Grão-Ducados             |                  |                        |                        |                                    |                                  |          |               |
| Baden                    | Maximiliano      | 27 de outubro de 1963  | Zähringen              | Grão-Duque de Baden                | Tataraneto de Leopoldo           | 1918     |               |
| Hesse                    | Donato           | 23 de maio de 2013     | Hesse                  | Grão-Duque de Hesse                | Primo distante de Ernesto Luís   | 1918     |               |
| Maclemburgo-Strelitz     | Borwin           | 26 de janeiro de 1996  | Meclemburgo            | Grão-Duque de Meclemburgo-Strelitz | Tataraneto de Jorge I            | 1918     |               |
| Oldemburgo               | Cristiano        | 20 de setembro de 2014 | Holstein-Gottorp       | Grão-Duque de Oldemburgo           | Bisneto de Frederico Augusto II  | 1918     |               |
| Saxe-Weimar-Eisenach     | Miguel           | 14 de outubro de 1988  | Saxe-Weimar-Eisenach   | Grão-Duque de Saxe-Weimar-Eisenach | Neto de Guilherme Ernesto        | 1918     |               |
| Ducados                  |                  |                        |                        |                                    |                                  |          |               |
| Anhalt                   | Eduardo          | 9 de outubro de 1963   | Ascânia                | Duque de Anhait                    | Filho de Joaquim Ernesto         | 1918     |               |
| Saxe-Coburgo-Gota        | André            | 23 de janeiro de 1998  | Saxe-Coburgo-Gota      | Duque de Saxe-Coburgo-Gota         | Neto de Carlos Eduardo           | 1918     | [ 39 ]        |
| Saxe-Meiningen           | Conrado          | 4 de outubro de 1984   | Saxe-Meiningen         | Dque de Saxe-Meiningen             | Bisneto de Jorge II              | 1918     |               |
| Eslésvico-Holsácia       | Cristóvão        | 30 de setembro de 1980 | Glucksburgo            | Duque de Eslésvico-Holsácia        | Tataraneto de Frederico VII      | 1866     |               |
| Principados              |                  |                        |                        |                                    |                                  |          |               |
| Hohenzollern-Sigmaringen | Carlos Frederico | 16 de setembro de 2010 | Hohenzollern           | Príncipe de Hohenzollern           | Tataraneto de Carlos Antônio     | 1850     | [ 40 ]        |
| Eschaumburgo-Lipa        | Alexandre        | 28 de agosto de 2003   | Lipa                   | Príncipe de Eschaumburgo-Lipa      | Sobrinho-neto de Adolfo II       | 1918     | [ 41 ]        |
| Schwarzburg              | Frederico Magno  | 4 de novembro de 1984  | Schwarzburg-Rudolstadt | Príncipe de Schwarzburg            | Bisneto de Frederico Gunter      | 1918     | [ 42 ] [ 43 ] |
| Waldeck                  | Wittekind        | 30 de novembro de 1967 | Waldeck                | Príncipe de Waldeck                | Neto de Frederico                | 1918     | [ 44 ]        |

### Itália
Até 1861, antes da unificação italiana, a Península Italica era conformada por estados, muitos deles monárquicos ou teocráticos. 
| Estado                      | Casa          | Desde                  | Casa                  | Título                 | Direito Sucessório                 | Abolição | Ref.          |
| --------------------------- | ------------- | ---------------------- | --------------------- | ---------------------- | ---------------------------------- | -------- | ------------- |
| Ducado de Mântua            | Maurizio      | 18 de setembro de 1943 | Gonzaga               | Duque de Mântua        | Descendente de Frederico I Gonzaga | 1708     | [ 45 ]        |
| Ducado de Parma e Placência | Carlos Xavier | 18 de agosto de 2010   | Bourbon-Parma         | Duque de Bourbon-Parma | Bisneto de Roberto I               | 1859     | [ 46 ] [ 47 ] |
| Grão-Ducado de Toscana      | Sigismundo    | 18 de junho de 1953    | Lorena                | Grão-Duque de Toscana  | Tataraneto de Fernando IV          | 1859     | [ 48 ]        |
| Reino das Duas Sicílias     | Pedro         | 5 de outubro de 2015   | Bourbon-Duas Sicílias | Rei das Duas Sicílias  | Descendente de Fernando II         | 1861     |               |
| Reino das Duas Sicílias     | Carlos        | 20 de março de 2008    | Bourbon-Duas Sicílias | Rei das Duas Sicílias  | Descendente de Fernando II         | 1861     |               |

## Oceania
| Estado/Região | Pretendente                           | Desde                  | Casa        | Título              | Direito sucessório          | Abolição | Ref. |
| ------------- | ------------------------------------- | ---------------------- | ----------- | ------------------- | --------------------------- | -------- | ---- |
| Ilhas Cocos   | John Cecil Clunies-Ross               | 1978                   | Ross        | Rei das Ilhas Cocos | Último rei de jure          | 1978     |      |
| Havaí         | Abigail Kinoiki Kekaulike Kawānanakoa | 20 de maio de 1969     | Kawānanakoa | Rainha do Havaí     | Neta de David Kawānanakoa   | 1895     |      |
| Havaí         | Quentin Kawānanakoa                   | 29 de julho de 1997    | Kawānanakoa | Rei do Havaí        | Descendente de Kamehameha I | 1895     |      |
| Havaí         | Owana Salazar                         | 18 de setembro de 1988 | Laanui      | Rainha do Havaí     | Descendente de Kamehameha I | 1895     |      |
| Taiti         | Léopold Pōmare                        | -                      | Pōmare      | Rei do Taiti        | Descendente de Pōmare IV    | 1880     |      |